# Rosières-en-Santerre
Rosières-en-Santerre is een gemeente in het Franse departement Somme (regio Hauts-de-France) en telt 2956 inwoners (1999). De plaats maakt deel uit van het arrondissement Montdidier.

## Geografie
De oppervlakte van Rosières-en-Santerre bedraagt 13,0 km², de bevolkingsdichtheid is 227,4 inwoners per km².

## Verkeer en vervoer
In de gemeente ligt spoorwegstation Rosières.
De onderstaande kaart toont de ligging van Rosières-en-Santerre met de belangrijkste infrastructuur en aangrenzende gemeenten.

## Demografie
Onderstaande figuur toont het verloop van het inwonertal (bron: INSEE-tellingen).